# Qobuz
（英語 /ˈkoʊˌbʌz/）是法國的數位音樂商店和音乐流媒体服务平台成立于2007年9月18日，由Yves Riesel和Alexandre Leforestier创立，其名稱源自於中亚民族傳統樂器庫布孜。Qobuz的特色是提供高解析度音频（Hi-Res Audio）的无限音乐流媒体订阅服务，以及音乐购买、文章和播放列表等功能，目前在25个国家提供服务。
Qobuz的音乐目录涵盖各种流派，包括摇滚、流行、古典、爵士、世界音乐和电子音乐等，特别注重独立厂牌和小型制作。截至2022年，Qobuz拥有超过1亿首歌曲，其中数百万首为高解析度音质。
2015年12月，Qobuz被Xandrie公司收购。近年来，Qobuz不断扩大其国际业务，并进行了多轮融资。公司还与多家硬件制造商合作，将其服务集成到各种音频设备中。2021年，Qobuz成为首个在Sonos系统上提供24位高解析度音频流媒体的平台。

## 外部連結
- 官方网站